# 珀克峰
珀克峰（英語：Perk Summit），是南極洲的山峰，位於維多利亞地，處於麥克倫南山和基奧恩山之間，屬於阿斯加德山脈的一部分，海拔高度1,750米，在1997年由美國南極名稱諮詢委員命名，現時由南極條約體系管理。